# Garry Disher
Pour les articles homonymes, voir Disher.
Garry Disher, né en 1949, est un écrivain australien, auteur de roman policier et de littérature d'enfance et de jeunesse.

## Biographie
Garry Disher est un écrivain prolifique alternant des œuvres de littérature policière et de littérature d'enfance et de jeunesse. 
En 1991, avec Kickback, il commence une série consacrée Wyatt, un voleur à Melbourne. Avec ce roman, il est lauréat du Deutscher Krimi Preis (en) 2000. Avec le septième roman de cette série, Wyatt, il remporte le prix Ned Kelly 2010 du meilleur roman. En 1999, avec The Dragon Man, il commence une autre série mettant en scène Hal Challis, un inspecteur-détective sur la péninsule au sud-est de Melbourne. Avec ce roman, il remporte à nouveau le Deutscher Krimi Preis 2002. Avec Chain of Evidence, quatrième roman de cette série, il gagne le prix Ned Kelly 2007 du meilleur roman.
Dans le genre de littérature d'enfance et de jeunesse, il reçoit également de nombreux prix. Le Children's Book of the Year Award: Younger Readers (en) 1993 et le prix International Board on Books for Young People 1994  pour The Bamboo Flute, le Ethel Turner Prize for Young People's Literature 1999 pour The Divine Wind.

## Œuvre

### Romans

#### SérieWyatt
- Kickback (1991)
- Paydirt (1992)
- Deathdeal (1993)
- Crosskill (1994)
- Port Vila Blues1 (1995)
- The Fallout (1997) (autre titre Fallout)
- Wyatt (2010)
- The Heat (2015)
- Kill Shot (2018)

#### SérieHal Challis
- The Dragon Man (en) (1999)
- Kittyhawk Down (en) (2003)
- Snapshot (2005)
- Chain of Evidence (en) (2007)
- Blood Moon (2009)
- Whispering Death (2011)
- Signal Loss (2016)

#### SériePaul Hirschhausen
- Bitter Wash Road (2013) (autre titre Hell To Pay)
- Peace (2019)
- Consolation (2020)

#### Autres romans
- Steal Away (1987)
- The Stencil Man (1988)
- Ratface (1993)
- The Sunken Road (1996) Publié en français sous le titre La Tranchée, Arles, Actes Sud, coll. « Antipodes », 2000  (ISBN 2-7427-2888-0)
- Past the Headlands (2001)
- Play Abandoned (2011)
- Under the Cold Bright Lights (2017)
- Sanctuary (2024)

### Littérature d'enfance et de jeunesse

#### Romans pour adolescents
- Blame the Wind (1995)
- The Half Dead (1997)
- The Apostle Bird (1997)
- The Divine Wind (1998)
- From Your Friend, Louis Deane (2000)
- Moondyne Kate (2001)
- Eva's Angel (2004)
- Two-Way Cut (2004)

#### Romans pour enfants
- The Bamboo Flute (en) (1992)
- Ratface (1993)
- Switch Cat (1994)
- Ermyntrude Takes Charge (1996)
- Walk Twenty, Run Twenty (1996)
- Maddie Finn (2002)

### Recueils de nouvelles
- Approaches: Short Stories (1981)
- The Difference to Me (1988)
- Flamingo Gate (1991)
- Restless (1995)
- Straight, Bent and Barbara Vine (1998)

### Autres ouvrages
- Wretches and Rebels (1981)
- Writing Fiction (1983)
- Bushrangers (1984)
- Total War (1985)
- Australia Then & Now (1987)
- Writing Professionally (1989)
- The Sunken Road (1996)
- Two-Way Cut (2004)
- Play Abandoned (2011)

## Prix et distinctions

### Prix
- Children's Book of the Year Award: Younger Readers (en) 1993 pour The Bamboo Flute[1]
- Prix International Board on Books for Young People 1994  pour The Bamboo Flute[2]
- New South Wales Premier's Literary Awards (en) (Ethel Turner Prize for Young People's Literature) 1999 pour The Divine Wind[3]
- Deutscher Krimi Preis (en) 2000 pour Kickback[4]
- Deutscher Krimi Preis 2002 pour The Dragon Man[4]
- Prix Ned Kelly 2007 du meilleur roman pour Chain of Evidence[5]
- Prix Ned Kelly 2010 du meilleur roman pour Wyatt[5]
- Prix Ned Kelly 2018 pour l'ensemble de son œuvre[5]
- Prix Ned Kelly 2021 du meilleur roman pour Consolation[5]

### Nominations
- Prix Ned Kelly 2000 du meilleur roman pour The Dragon Man[5]
- Prix Ned Kelly 2003 du meilleur roman pour Kittyhawk Down[5]
- Prix Ned Kelly 2014 du meilleur roman pour Bitter Wash Road[5]
- Prix Ned Kelly 2016 du meilleur roman pour The Heat[5]
- Prix Ned Kelly 2018 du meilleur roman pour Under the Cold Bright Lights[5]
- Prix Ned Kelly 2019 du meilleur roman pour Kill Shot[5]
- CWA Ian Fleming Steel Dagger 2025 pour Sanctuary[6]